# Мікрофлюїди на паперовій основі
Мікрофлюїди на паперовій основі - це мікрофлюїдні пристрої, які складаються з ряду гідрофільних целюлозних або нітроцелюлозних волокон, які транспортують рідину від вхідного отвору через пористе середовище до потрібного вихідного отвору або області пристрою, за допомогою капілярної дії. Ця технологія базується на традиційному тесті бічного потоку, який здатний виявляти багато збудників інфекцій та хімічних забруднювачів. Основною перевагою цього методу є те, що він є в основному пасивно керованим пристроєм на відміну від більш складних мікрофлюїдних приладів. Розробка мікрофлюїдних пристроїв на паперовій основі почалася на початку 21 століття для задоволення потреби в недорогих і портативних медичних діагностичних системах.

## Архітектура
Мікрофлюїдні пристрої на паперовій основі мають наступні області:
1. Вхід: підкладка (зазвичай целюлоза), де рідини розподіляються вручну.
2. Канали: гідрофільні субміліметрові мережі, які направляють рідину по всьому пристрою.
3. Підсилювачі потоку: області з різною геометрією, де швидкість потоку змінюється, щоб забезпечити стаціонарний потік з контрольованою швидкістю.
4. Резистори потоку: капілярний елемент, який використовується для надання зниженої швидкості потоку з метою контролю часу перебування рідини в мікрофлюїдному пристрої
5. Бар'єри: гідрофобні області, які перешкоджають виходу рідини з каналу.
6. Виходи: місце, де відбувається хімічна або біохімічна реакція.

## Течія
Рух рідини через пористе середовище, таке як папір, регулюється проникністю (науки про Землю), геометрією і ефектом випаровування. У сукупності ці фактори призводять до того, що випаровування обмежує капілярне проникнення, яке можна регулювати, контролюючи пористість і геометрію пристрою. Папір є пористим середовищем, в якому рідина транспортується в основному за рахунок гніту та випаровування. Капілярна течія при змочуванні може бути апроксимована рівнянням Уошберна, яке виводиться із закону Юріна і рівняння Хагена-Пуазейля. Середня швидкість течії рідини в узагальненому вигляді має вигляд,
{\displaystyle v={\frac {\gamma \cos \theta }{4\eta }}{\frac {1}{L}}} де {\displaystyle \gamma } - поверхневий натяг, {\displaystyle \theta } - кут контакту, {\displaystyle \eta } - в'язкість, і {\displaystyle L} - відстань, яку пройшла рідина. Більш розширені моделі враховують звивистість паперу, радіус пор та деформацію паперу.
Після повного змочування середовища подальша течія є ламінарною і підпорядковується закону Дарсі. Середня швидкість потоку рідини узагальнено визначається як,
{\displaystyle v=-{\frac {K}{\eta }}\triangledown P}
де {\displaystyle K} - проникність середовища, а {\displaystyle \triangledown P} - градієнт тиску. Одним з наслідків ламінарної течії є те, що перемішування ускладнене і базується виключно на дифузії, яка в пористих системах відбувається повільніше.

## Виробництво
Мікрофлюїдні пристрої можуть бути виготовлені з використанням різних варіантів воскового друку, струменевого друку, фотолітографії, флексографічного друку, плазмової обробки, лазерної обробки, травлення (мікрофабрикація), трафаретного друку, 3-D принтера з цифровою обробкою світла (DLP) та воскового екранування. Кожен метод спрямований на створення гідрофобних фізичних бар'єрів на гідрофільному папері, які пасивно переносять водні розчини. Біологічні та хімічні реагенти повинні потім вибірково наноситися вздовж пристрою шляхом занурення підкладки в розчин реагенту або локального нанесення реагенту на підкладку.

### Друк воском
Восковий друк використовує простий принтер для нанесення воску на папір у потрібному дизайні. Потім віск розплавляється за допомогою гарячої плити для створення каналів. Цей метод є швидким і недорогим, але має відносно низьку роздільну здатність через ізотропність розплавленого воску.

### Струменевий друк
Струменевий друк вимагає покриття паперу гідрофобним полімером, а потім вибіркового нанесення чорнила, яке протравлює полімер, щоб розкрити папір. Ця технологія має низьку вартість і високу роздільну здатність, але обмежена швидкістю нанесення однієї краплі чорнила за раз.

### Фотолітографія
Фотолітографія схожа на струменевий друк, використовуючи фотомаску для вибіркового травлення полімеру фоторезисту. Ця техніка має високу роздільну здатність і є швидкою, але має високі витрати на обладнання та матеріали.

### DLP-друк
Цей метод використовує техніку DLP-друку, в якій фотоотверджувані полімери смоли піддаються впливу світла для формування гідрофобних меж відкритих мікроканалів у пористому папері. Якщо вплив випаровування викликає занепокоєння в конкретному застосуванні, то можна використовувати два додаткові шари затверділої смоли зверху і знизу каналу. Надлишок незатверділої смоли потім видаляється за допомогою етанолу. Ця технологія має відносно низьку вартість обладнання і використовує легкодоступні матеріали, що робить її перспективним кандидатом для масового виробництва діагностичних приладів на місці надання медичної допомоги.

### Плазмова обробка
У цій технології папір спочатку робиться гідрофобним за допомогою гідрофобізуючого агента, такого як АКД або фторвуглецевої плазмової полімеризації, а потім використовується плазмове травлення О2 з маскою для створення гідрофільних малюнків на папері. Однією з переваг плазмових процесів є те, що складні конструкції та функціональні можливості, такі як повністю та напівзакриті канали, перемикачі потоку та канали управління потоком рідини, можуть бути відносно легко інтегровані. Однак вартість виробництва є відносно вищою, ніж при інших методах виготовлення.

## Аналітичні застосування

### Мас-спектрометрія
Іонізація розпиленням паперу швидко розвивається як інтерфейс для аналітичних пристроїв на основі мікропаперу μPAD і мас-спектрометрії. Методика, вперше описана групою Грема Кукса з Пердью, полягає в подачі напруги на трикутний аркуш вологого паперу біля входу в мас-спектрометр. Хоча точний механізм недостатньо вивчений, можуть мати місце два режими роботи: багатоконусне розпилення при високій швидкості потоку і одноконусне розпилення, яке відбувається, коли розчинник вичерпується. Це частина великих зусиль, спрямованих на поєднання складних мікрофлюїдних маніпуляцій з мас-спектральним детектуванням. Нанесення воскових гідрофобних бар'єрів є поширеним методом для створення чітких каналів потоку в паперових пристроях, і він був поширений на μPAD-MS для підвищення ефективності іонізації (за рахунок фокусування потоку аналіту) і уможливлення реакційного змішування за допомогою воскового друку на трикутній поверхні паперу. Хроматографічне розділення також було продемонстровано на μPAD до виявлення розпилення на папері. Спочатку іонізація розпиленням паперу застосовувалася для виявлення малих молекул, таких як фармацевтичні препарати та наркотичні речовини. Однак було також показано, що іонізація розпиленням паперу може іонізувати великі білки, зберігаючи при цьому нековалентні взаємодії.

### Методи розділення
Небагато аналітичних детекторів є дійсно специфічними для одного виду; тому перед виявленням часто необхідна певна стадія розділення. Крім того, розділення дозволяє виявляти декілька аналітів в межах однієї платформи. Поділ на основі планарної хроматографії (ТШХ), мабуть, найпростіший у виконанні, оскільки багато μPAD виготовлені з використанням хроматографічного паперу. Як правило, канал розділення визначається шляхом нанесення воском двох гідрофобних бар'єрів. Електрохімічне детектування є, мабуть, найбільш поширеним, ймовірно, через простоту реалізації, хоча колориметрія, хемілюмінесценція і мас-спектральне детектування також використовувалися в поєднанні з хроматографічним розділенням на основі паперу. Незважаючи на простоту реалізації, планарній хроматографії перешкоджає відносно низька висота пластин (тобто низька ефективність розділення). З тих пір, як група Чакраборті продемонструвала можливість електрокінетичного потоку на μPAD, в літературі з'явилося кілька застосувань електрофоретичного розділення на μPAD. Група Крукса з UT-Austin успішно продемонструвала, що електрофоретичне розділення на μPAD може бути здійснене при відносно низьких прикладених напругах у порівнянні зі звичайними електрофоретичними пристроями завдяки високій напруженості поля, яке може бути створено на дуже тонких (180 мкм) аркушах паперу для оригамі. Простіші методи розділення також можуть бути використані на μPAD, наприклад, група Генрі продемонструвала відділення плазми від цільної крові за допомогою мембран для розділення крові.

## Контроль потоку
Існують різні способи контролю потоку рідини в каналах. Вони включають зміну ширини і довжини каналу, зміну змочуваності паперу, відведення частини рідини через паралельний канал або зміну в'язкості рідини. Потік в PAD можна вимкнути за допомогою розчинних цукрових містків, обробки коронним розрядом для зміни покриття на папері з гідрофобного на гідрофільний стан, або використання полімеру, що розширюється під дією потоку, щоб закрити шлях потоку.

## Електронна інтеграція
Інтеграція мікрофлюїдних платформ та електронних компонентів має потенціал для створення систем мікрототального аналізу (µTAS), які є пристроями, що включають і автоматизують всі основні етапи підготовки та аналізу зразків. Паперова електроніка покладається на функціональні структури, такі як провідники, які виготовляються на поверхні паперу, але мікрофлюїди на основі паперу покладаються на канали і бар'єри, які виготовляються всередині підкладки. Ця несумісність призвела до того, що більшість µTAS були розроблені з використанням традиційних мікрофлюїдних платформ з каналами на основі полімерів. Однак у 2009 році в мікрофлюїдний пристрій на паперовій основі були інтегровані електроди з трафаретним друком, що дозволило створити біосенсор для глюкози, лактату та сечової кислоти. Цей перший звіт про електронну інтеграцію для мікрофлюїдів на паперовій основі проілюстрував, як цей матеріал може покращити конструкцію цих µTAS завдяки своїй гнучкості і низькій вартості. З'єднання електронних компонентів з гідрофобними каналами, створеними в мікрофлюїдних пристроях на основі паперу, ґрунтується на методах фізичної та хімічної інтеграції; ці дві стратегії обговорюються в наступних розділах.

### Фізична інтеграція
Методи фізичної інтеграції адаптують загальноприйняті технології (наприклад, струменевий друк, друк олівцем на папері та трафаретний друк) для створення мережі струмопровідних слідів на папері. Перспективним фізичним методом є струменевий друк, який дозволяє наносити провідні матеріали на папір у точний і відтворюваний спосіб. Підтвердженням концепції Ко та ін. розробили електричний чіп на паперовій основі з використанням домашнього офісного принтера, чорнила з вуглецевих нанотрубок і журнального паперу. Аналогічно, наночастинки срібла були надруковані в мікрофлюїдних каналах, щоб відчувати зміни в діелектричній проникності рідин, розкриваючи інформацію про концентрацію і співвідношення змішування. Однак дослідницькі групи виявили, що ці чорнила, які містять наночастинки, можуть самоагрегувати на папері через нерівномірне висихання, що призводить до нерівномірного покриття і нелінійних реакцій. Техніка "олівець на папері" також є чудовим прикладом електричної інтеграції мікрофлюїдів на паперовій основі з використанням недорогих, поширених канцелярських товарів. Тут графічна схема створюється на паперовому мікрофлюїдному приладі шляхом багаторазового малювання аналітиком олівцем. Наприклад, цей метод електричної інтеграції був використаний в повністю намальованому вручну паперовому мікрофлюїдному приладі для скринінгу раку в місцях надання медичної допомоги. Цей метод, що не містить розчинників, дозволяє потенційно створювати імпровізовані мікрофлюїдні прилади на основі паперу. Однак олівець на папері також може призвести до нерівномірного осадження графіту, що обмежує продуктивність цих намальованих від руки схем. Іншим відомим методом фізичної інтеграції є трафаретний друк, де чорнило переносяться на ділянки мікрофлюїдних каналів на основі паперу, які не заблоковані трафаретом. Dungchai et al. нанесли трафаретний друк вуглецевими чорнилами для робочого і протилежного електродів, а також чорнилом срібла/хлориду срібла електродом порівняння в кінці мікрофлюїдного каналу. Трафаретні електроди на паперових мікрофлюїдних пристроях використовувалися не тільки для розробки біосенсорів для метаболітів, але й для виявлення бактерій та важких металів у харчових продуктах та воді. Інші методи фізичної інтеграції (розпилення/спінове покриття, змішування та вакуумна фільтрація) були розроблені для паперової електроніки, але ще не були впроваджені в мікрофлюїдні прилади на основі паперу. Ще одним цікавим методом фізичної інтеграції є поєднання пристроїв на основі паперу з портативним лайтбоксом для створення рівномірного та повторюваного світлового середовища. Лайтбоксом можна керувати як вручну, так і дистанційно за допомогою мобільного телефону.

### Хімічна інтеграція
Хімічна інтеграція використовує реакції для функціоналізації паперових пристроїв та створення електричних наноструктур. Методи хімічної інтеграції можна розділити на дві групи: вирощування зародків in situ та полімеризація. Вирощування in situ (тобто вирощування взаємопов'язаного шару наночастинок) є ефективним методом генерації електродів на паперових мікрофлюїдних пристроях, оскільки аналітик може контролювати його архітектуру та розмір. Вирощування наночастинок золота і срібла in situ є найбільш поширеним методом хімічної інтеграції електричних компонентів на паперових мікрофлюїдних пристроях завдяки їх посиленню сигналу і провідності. Розчин металевого насіння готують за допомогою реакції відновлення солі металу та певної комбінації відновників, таких як борогідрид натрію, цитрат тринатрію, аскорбінова кислота та/або гідроксиламін гідрохлорид. Потім наночастинки вирощують вбудованими у волокна мікрофлюїдного пристрою шляхом диспергування розчину насіння на гідрофільній ділянці паперу, який був просочений відновником. Після того, як наночастинки виросли, пристрій можна висушити і охарактеризувати. Перспектива вирощування насіння in situ полягає в тому, що наночастинки рівномірно вбудовуються в платформу, а вбудовані металеві наночастинки також можуть бути додатково функціоналізовані за допомогою замісників для підвищення чутливості мікрофлюїдної платформи. Наприклад, мікрофлюїдний пристрій на паперовій основі був розроблений для колориметричного та електрохемілюмінесцентного зондування свинцю шляхом функціоналізації наночастинок паладію/золота специфічним для свинцю ДНК-ферментом. На відміну від цього, полімеризація вбудовує провідні полімери, які мають високу щільність енергії та електричну стабільність, у волокна паперового пристрою. Хоча цей метод використовувався при розробці паперової електроніки, його застосування в мікрофлюїдиці на основі паперу було повільнішим, ніж при вирощуванні насіння in-situ. Одна дослідницька група вбудовувала поліпірол, легований п-толуолсульфоновою кислотою (тобто полімер), в канали свого паперового мікрофлюїдного пристрою, розробляючи паперову плату з автономним живленням, коли канали були заповнені розчином солі. Завдяки цій техніці полімеризації паперовий мікрофлюїдний пристрій можна було складати за принципом оригамі, забезпечуючи як горизонтальну, так і вертикальну електропровідність.

## Застосування
Основною перевагою мікрофлюїдних пристроїв на основі паперу перед традиційними мікрофлюїдними пристроями є їх потенціал для використання в польових умовах, а не в лабораторії. Фільтрувальний папір має перевагу в польових умовах, оскільки він здатний видаляти забруднюючі речовини із зразка і запобігати їх переміщенню вниз по мікроканалу. Це означає, що частинки не будуть перешкоджати точності аналізів на паперовій основі, коли вони використовуються на відкритому повітрі. Мікрофлюїдні пристрої на паперовій основі також мають невеликі розміри (приблизно від декількох мм до 2 см в довжину і ширину) в порівнянні з іншими мікрофлюїдними платформами, такими як мікрофлюїдні пристрої на основі крапель, які часто використовують скляні предметні скельця довжиною до 75 мм. Завдяки своїм невеликим розмірам і відносно міцному матеріалу, мікрофлюїдні пристрої на паперовій основі є портативними. Прилади на паперовій основі також відносно недорогі. Фільтрувальний папір дуже дешевий, так само як і більшість речовин, що використовуються при виготовленні мікроканалів, включаючи PDMS і віск. Більшість основних методів виготовлення мікроканалів на паперовій основі також не вимагають дорогого лабораторного обладнання. Ці характеристики мікрофлюїдів на паперовій основі роблять їх ідеальними для тестування в місцях надання медичної допомоги, особливо в країнах, де відсутні сучасні медичні діагностичні інструменти. Мікрофлюїди на паперовій основі також використовуються для проведення тестів на екологічну безпеку та безпеку харчових продуктів. Основними проблемами в застосуванні цієї технології є недостатнє дослідження методів контролю потоку, точності та достовірності, потреба в більш простих операторських процедурах в польових умовах, а також масштабування виробництва для задоволення об'ємних вимог глобального ринку. Це значною мірою пов'язано з тим, що промисловість зосереджена на використанні існуючих каналів виробництва на основі кремнію для більш ефективного та економічного використання комерціалізованих технологій LOC.

### Мікрофлюїди на основі паперу для діагностики
Початковою метою створення мікрофлюїдів на паперовій основі (μPAD) було створення недорогих та зручних пристроїв для використання в місцях надання медичної допомоги, які можуть працювати без допомоги медичного персоналу або будь-якого іншого кваліфікованого спеціаліста в умовах обмежених ресурсів та в сільській місцевості. Для досягнення цієї мети μPAD повинен відповідати критеріям Всесвітньої організації охорони здоров'я (ВООЗ) "Доступний, чутливий, специфічний, зручний у використанні, швидкий та надійний, не потребує обладнання, доставляється", які є вимогами до діагностичного тестування в умовах обмежених ресурсів. Однак, в офіційному "Посібнику з вибору діагностичних тестів" ЦГЗ зазначено, що ці критерії є загальними і можуть бути модифіковані відповідно до сфери застосування тесту. Основною проблемою паперової мікрофлюїдної діагностики є те, що дослідження в цій галузі спрямовані на надання нових концепцій та ідей, а не на покращення сприйняття користувачами, і, як наслідок, більшість μPAD-пристроїв все ще не можуть бути інтерпретовані непрофесійними користувачами. Однак POC - не єдине застосування мікрофлюїдики на основі паперу для діагностики. Нещодавно папір почали використовувати у виробництві більш складних мікрофлюїдних аналітичних приладів, так званих приладів "лабораторія на кристалі" (LOC), які також застосовуються в діагностиці. Використання паперу для виготовлення LOC-пристроїв замість полідиметилсилоксану (PDMS) і скла дозволяє знизити вартість і розмір, одночасно підвищуючи портативність. Це дозволяє пристроям LOC стати більш доступними в умовах обмежених ресурсів.

### Використання паперових мікрофлюїдів для визначення групи крові
Нещодавно паперові мікрофлюїди були використані у виготовле нні численних імунологічних тестів. Хан та ін. у 2010 році досліджували пристрій для визначення групи крові, заснований на принципі, що аглютинація еритроцитів, викликана специфічною антигенною взаємодією, різко зменшує розтікання і транспортування крові на папері або хроматографічних носіях. Концепція була представлена прототипом паперового мікрофлюїдного пристрою, виготовленого з фільтрувального паперу, який має форму центральної зони з трьома каналами, що розширюються. Кожен канал оброблений окремим розчином антитіл (Epiclone Anti-A, Anti-B та Anti-D). Оскільки μPAD були спеціально створені для використання в умовах дефіциту ресурсів, дуже важливо забезпечити можливість аналізу реальних зразків, таких як непідготовлена кров та сеча людини. Цей прилад призначений для аналізу зразків цільної крові, що є важливим кроком для підвищення сприйняття користувачами мікрофлюїдної діагностики на паперових носіях. Аналіз ґрунтується на поведінці гніту крові або суміші антитіл на папері. Змішування зразків крові з антитілами імуноглобуліну М, специфічними для кожної групи крові, викликає аглютинацію еритроцитів (ЕК) за рахунок полімерних містків при адсорбції на відповідних антигенах ЕК, і відбувається хроматографічне розділення зразка на певному каналі приладу. При цьому на руках, просочених неспецифічними антитілами, розділення не відбувається, а зразок крові розкладається у вигляді однорідного і стабільного розчину. З очевидної різниці в транспортуванні розчину і зовнішньому вигляді каналу можна ідентифікувати ефект сепарації при визначенні групи крові.
Noiphung et al. у 2014 році продовжили підхід до мікрофлюїдного типування крові на паперовій основі з використанням антитіл, що викликають аглютинацію еритроцитів, і група розробила новий аналітичний пристрій на паперовій основі (PAD) для групування крові, який може бути використаний для синхронного визначення резус-фактора, а також прямого і зворотного групування крові за системою ABO на одному пристрої. Пряме групування - це процедура визначення групи крові, при якій еритроцити пацієнта змішуються з реагентами анти-А та анти-В. З іншого боку, зворотне групування - це процедура визначення групи крові, при якій сироватка пацієнта змішується з клітинами реагенту А і клітинами реагенту В. Результати повинні бути протилежними прямому типуванню. Розроблений пристрій має дві сторони: пряму (F) сторону, виготовлену з хроматографічного паперу з трьома каналами, заповненими розчинами антитіл анти-А, анти-В та анти-D по 1 мл, та зворотну (R) сторону, виготовлену з мембрани для розділення крові та з'єднану з каналами для антитіл типу А та типу В. PAD виготовляється з використанням комбінації технологій воскового занурення для з'єднання хроматографічного паперу Whatman та мембрани для розділення крові. Пристрій включав три канали, надруковані воском, для прямого групування, два з яких також застосовувалися для зворотного групування. У той час як R-сторона була придатна для аналізу зразків цільної крові, група Нойфунга виявила, що зразки цільної крові занадто в'язкі, щоб безпосередньо наносити їх на паперову сторону приладу. В ході експерименту було визначено, що оптимальним співвідношенням розведення крові та води є 1:2. Типування крові здійснювалося шляхом вимірювання співвідношення кількості еритроцитів (ЕК) та транспортних відстаней плазми. Точність запропонованих ПАД при визначенні групи крові склала 92%, 85%, 89%, 93% та 96% для груп крові А, В, АВ, О та Rh+ відповідно.

### Виявлення глюкози
Мікрофлюїдні пристрої на основі паперу були розроблені для моніторингу широкого спектру медичних захворювань. Глюкоза відіграє важливу роль у розвитку діабету і раку, і її можна виявити за допомогою каталітичного циклу за участю глюкозооксидази, перекису водню і пероксидази хрону, який ініціює реакцію між глюкозою і кольоровим індикатором, найчастіше йодидом калію, на паперовому мікрофлюїдному пристрої. Це приклад колориметричного виявлення. Перший мікрофлюїдний прилад на паперовій основі, розроблений групою Джорджа Уайтсайда в Гарварді, був здатний одночасно виявляти білок і глюкозу за допомогою реакцій зміни кольору (реакція з йодидом калію для глюкози і реакція з тетрабромфеноловим синім для білка BSA). Нижню частину паперового приладу вставляють у розчин зразка, приготований в лабораторії, і спостерігають за величиною зміни кольору. Зовсім недавно для кількісного визначення глюкози в плазмі крові був розроблений мікрофлюїдний пристрій на паперовій основі з використанням колориметричного детектування. Плазма крові відокремлюється від зразків цільної крові на пристрої з восковим друком, де еритроцити аглютинуються антитілами, і плазма крові може перетікати в друге відділення для реакції зміни кольору. У цих пристроях також використовується електрохімічна детекція. Воно забезпечує більшу чутливість при кількісному визначенні, в той час як колориметричне виявлення в основному використовується для якісних оцінок. Використовуються електроди з трафаретним друком і електроди, надруковані безпосередньо на фільтрувальному папері. Один з прикладів мікрофлюїдного пристрою на паперовій основі, що використовує електрохімічне детектування, має форму гантелі для виділення плазми з цільної крові. Струм від перекису водню, що утворюється у вищезгаданому каталітичному циклі, вимірюється і перетворюється в концентрацію глюкози.

### 3D-пристрої для виявлення глюкози
Група Уайтсайда також розробила мікрофлюїдний 3D-пристрій на основі паперу для виявлення глюкози, який може створювати калібрувальні криві на чіпі завдяки покращеній конструкції потоку рідини. Цей 3D-пристрій складається з шарів паперу з мікрофлюїдними каналами, які з'єднані шарами двосторонньої клейкої стрічки з отворами. Отвори в стрічці дозволяють протікати потоку між каналами в шарах паперу, що чергуються, тому цей пристрій дозволяє створювати більш складні шляхи потоку і дозволяє виявляти кілька зразків у великій кількості (до ~1000) зон виявлення в останньому шарі паперу. Зовсім недавно були розроблені мікрофлюїдні пристрої на основі 3D паперу, що збираються за принципом оригамі. На відміну від конструкції Уайтсайда, в цих пристроях використовується один шар паперу з малюнком, який потім складається в декілька шарів перед тим, як розчин зразка вводиться в пристрій. Згодом прилад можна розгорнути і проаналізувати кожен шар приладу для одночасного виявлення декількох аналітів. Цей пристрій є простішим і дешевшим у виготовленні, ніж вищезгаданий пристрій з використанням декількох шарів паперу. Змішування між каналами в різних шарах не було проблемою в обох приладах, тому обидва прилади були успішними в кількісному визначенні глюкози і BSA в декількох зразках одночасно.

### Тести на екологічну безпеку та безпеку харчових продуктів
Мікрофлюїдні пристрої на паперовій основі мають декілька застосувань за межами медичної галузі. Наприклад, мікрофлюїди на паперовій основі широко використовуються в екологічному моніторингу. Нещодавно було розроблено два прилади для виявлення сальмонели та кишкової палички. Останній прилад був спеціально використаний для виявлення кишкової палички в семи польових зразках води з Тусона, штат Арізона. Частинки полістиролу, кон'юговані з антитілами, були завантажені в середину мікрофлюїдного каналу, після входу зразка. Імуноаглютинація відбувається при контакті зразків, що містять сальмонелу або кишкову паличку, відповідно, з цими частинками. Кількість імуноаглютинації може бути співвіднесена з підвищеним розсіюванням світла за Мі, яке було виявлено за допомогою спеціалізованого додатку для смартфонів при навколишньому освітленні. Мікрофлюїди на основі паперу також використовувалися для виявлення пестицидів у харчових продуктах, таких як яблучний сік і молоко. Нещодавня розробка використовувала п'єзоелектричний струменевий друк для нанесення на папір ферменту ацетилхолінестерази (АХЕ) і субстрату індофенілацетату (ІФА), і цей мікрофлюїдний пристрій на основі паперу був використаний для виявлення фосфорорганічних пестицидів (інгібіторів АХЕ) за зменшенням синьо-фіолетового кольору. Цей прилад відрізняється використанням біоактивного паперу замість відсіків з попередньо збереженими реагентами, і було продемонстровано, що він має хорошу довготривалу стабільність, що робить його ідеальним для використання в польових умовах. Більш сучасна мікрофлюїдна конструкція на основі паперу використовує датчик, що складається з флуоресцентно міченої одноланцюгової ДНК (ssDNA), з'єднаної з оксидом графену, на її поверхні для одночасного виявлення важких металів і антибіотиків у харчових продуктах. Важкі метали збільшували інтенсивність флуоресценції, тоді як антибіотики зменшували інтенсивність флуоресценції. Останнім часом дуже привабливими для виготовлення недорогих, одноразових і зручних аналітичних приладів для визначення реактивного фосфату у воді стали прилади на паперовій основі. Ці прилади використовують протокол визначення фосфатів за допомогою молібденового синього.